# NGC 2403
NGC 2403是一個位在鹿豹座的中間棒旋星系，距離地球8百萬光年
，有一個H II型的星系核。.
NGC 2403是首先再1788年由威廉·赫歇爾發現，屬於M81星系團的成員之一，現在可以輕鬆的用10 × 50 雙筒望遠鏡看到它

## 超新星
到目前為止，人們在NGC 2403裡發現了兩個超新星，分別是 SN 1954J和SN 2004dj。